# Monika Soszka
Monika Marietta Soszka (ur. 31 października 1967 w Lublinie) – polska aktorka teatralna. W latach 1994–1996 oraz ponownie od 1997 roku aktorka Teatru Żydowskiego w Warszawie.

## Odznaczenia
- Brązowy Krzyż Zasługi – 2005[1]

## Kariera
| Aktorka teatralna Teatr Żydowski w Warszawie - 2008: W nocy na starym rynku. Gorączka jesiennej nocy - 2007: Straszna gospoda - 2006: Tradycja - 2006: Dla mnie bomba - 2006: Zaczarowany krawiec - 2006: Sen o Goldfadenie - 2005: Żyć, nie umierać! - 2005: Publiczność to lubi - 2004: Śpiąca Królewna - 2004: Między dniem a nocą - 2003: Królewna Śnieżka - 2002: Kopciuszek - 2002: Skrzypek na dachu - 2002: Cud Purymowy - 2001: Monisz, czyli szatan... - 2000: Kamienica na Nalewkach - 1999: Joszke Muzykant - 1998: ...I stał się cud - 1995: Kto jest kto | Aktorka filmowa - 2008: Pitbull – Kamila Odolak (odc. 24) - 2007: Twarzą w twarz - 2007: Plebania - 2006–2007: Pogoda na piątek - 2005: Karol. Człowiek, który został papieżem – Polka w kolumnie uciekinierów - 2001: Przedwiośnie - 1999: Wrota Europy - 1997–2009: Klan Teatr Telewizji - 2000: Kamienica na Nalewkach - 1998: Dokument podróży Użyczyła głosu - 2004: Ninas resa |